# Браунли Парк (Мичиген)
Браунли Парк (енгл. Brownlee Park) насељено је место без административног статуса у америчкој савезној држави Мичиген.

## Демографија
По попису из 2010. године број становника је 2.108, што је 480 (-18,5%) становника мање него 2000. године.
| Група             | 2000.         | 2010.         |
| Белци             | 2.309 (89,2%) | 1.853 (87,9%) |
| Афроамериканци    | 70 (2,7%)     | 45 (2,1%)     |
| Азијати           | 17 (0,7%)     | 9 (0,4%)      |
| Хиспаноамериканци | 109 (4,2%)    | 116 (5,5%)    |
| Укупно            | 2.588         | 2.108         |